# 高希馬軍營
高希馬軍營（英語：Kohima Barracks，Kohima Camp），是香港昔日1980年代一個位於西貢區大埔仔清水灣半島計劃興建的駐港英軍軍營，於1986年，原址連同邵氏片場古裝街，一併發展成現今香港科技大學清水灣校園。

## 歷史
根據香港科技大學創校校長吳家瑋回憶錄憶述，於1970年代港英政府計劃於西貢區大埔仔清水灣半島的位置興建英軍軍營，到1980年代展開工程，但後來中英兩國簽署《中英聯合聲明》，確定九七回歸，故此軍營未興建完成，工程已告爛尾。由於工程項目已經剷平大部份山坡，北部大埔仔已完成明山爆破工程，港英政府計劃將軍營工地發展成渡假村或大專院校。1980年代尾，當時籌辦中，仍稱為「香港第三間大學」的香港科技大學，正式選址於電視廣播有限公司清水灣電視城（現邵氏片場）對面「高希馬軍營」工地。其他選址包括屯門嶺南大學現址（屯門羈留中心）、馬鞍山白石羈留中心、粉嶺清河邨現址。香港科技大學興建動工前，香港童軍總會於1986年12月26日至1987年1月1日在西貢大埔仔舉辦慶祝紀念香港童軍運動75周年的「香港鑽禧大露營(Hong Kong Diamond Jubilee Jamboree)」。

## 另見
- 香港軍營列表